# Andrena lazoiana
Andrena lazoiana är en biart som beskrevs av Osytshnjuk 1995. Andrena lazoiana ingår i släktet sandbin, och familjen grävbin. Inga underarter finns listade i Catalogue of Life.